# Zsigmondy Sámuel
Zsigmondy Sámuel, Sigmondy (Pilis, 1788. március 21. – Pozsony, 1833. április 13.) evangélikus líceumi tanár.

## Élete
Zsigmondy Gottfried pilisi pap és Polereczky Judit fia. Iskoláit Pilisen, Cegléden, Nagykőrösön, Selmecbányán végezte, 1804-től 1806-ig pedig a pozsonyi evangélikus líceum tanulója volt. Több helyütt nevelősködött, majd papi vizsgáit letéve, 1808-ban a wittenbergi egyetemre ment tanulmányait folytatni. Másfél év múlva tért vissza és néhány évig ismét nevelősködött. 1815-ben a Pozsonyi Evangélikus Líceumnak lett tanára. Tanított logikát, metafizikát, észjogot, görög és héber nyelvet, retorikát, poetikát, etikát, statisztikát és magyar történelmet.
Hat gyermeke közül Zsigmondy Adolf (1816–1880) orvos, Zsigmondy Pál ügyvéd, Zsigmondy Vilmos (1821–1888) bányamérnök, akadémikus, Zsigmondy Gusztáv építészmérnök és Zsigmondy Auguszta (1812 k.–1844). Unokái voltak többek között Zsigmondy Emil (1861–1885) hegymászó, író, Zsigmondy Richárd (1865–1929) kémiai Nobel-díjas (1925) vegyész, Zsigmondy Ottó hegymászó és Zsigmondy Károly. 1835-től családjánál tanult a tizenéves Jókai Mórt is.[forrás?]

## Művei
- Inferiae in honorem et memoriam Danielis Stanislaides. Pozsony, 1823.
- Grammatica graeca. Pozsony, 1826.
- Grammatica Hebraea. Bécs, 1828.
- Historia Hungariae. Pozsony, 1829.